# عرقون منظاري
عرقون منظاري (الاسم العلمي:Euphrasia spectabilis) هو نوع غير مؤكد من النباتات يتبع جنس العرقون من الفصيلة الهالوكية. تم وصف هذا النوع من النبات علمياً لأول مرة من قبل رودولف أماندوس فيليبي سنة 1861.